# Unidos da Zona Noroeste
Grêmio Recreativo Cultural Academia de Samba Unidos da Zona Noroeste, também conhecida como Unidos da Zona Noroeste é uma escola de samba de Santos. Tem como um símbolo um galo e suas cores são o vermelho, o verde e o branco. A escola teve início em um quintal na zona noroeste por um grupo de amigos, um deles era José Moraes Chavier (pai do atual mestre de Bateria: Edison). O galo como símbolo é porque tinha o galo (sobre um atabaque) no fundo do quintal e na hora eles escolheram o galo como símbolo. A primeira porta bandeira foi Guiomar (mãe da atual vice presidente). É uma escola de família e tradições.

## Segmentos

### Presidentes
| Nome                   | Mandato           | Ref.  |
| ---------------------- | ----------------- | ----- |
| João Marcos dos Santos | 2015 - atualidade | [ 1 ] |

### Presidentes de honra
| Nome         | Mandato        | Ref. |
| ------------ | -------------- | ---- |
| Benê/América | ? - atualidade |      |

### Diretores
| Ano  | Diretor de Carnaval | Diretor geral de harmonia | Mestre de bateria | Ref.  |
| ---- | ------------------- | ------------------------- | ----------------- | ----- |
| 2011 |                     |                           | Edson             | [ 2 ] |
| 2016 |                     |                           |                   |       |
| 2017 |                     |                           | Edson             |       |
| 2018 |                     | Maurício e Diná           | Edson             |       |
| 2019 |                     | Mauricio                  | Edson             |       |
| 2020 |                     | Kleber                    | Mutchatcho        |       |

### Coreógrafo
| Ano  | Nome         | Ref.  |
| ---- | ------------ | ----- |
| 2011 | Ricardo Dias | [ 2 ] |
| 2020 | Osni Gouveia |       |

### Casal de Mestre-sala e Porta-bandeira
| Ano             | Nome                            | Ref.  |
| --------------- | ------------------------------- | ----- |
| 1993            | De Brito e ?                    |       |
| 2007 - 2009     | De Brito e Daniela Esplendorosa |       |
| 2010            | Quinho e Jéssica                | [ 3 ] |
| 2014            | Cesar e Daniele                 |       |
| 2015            | Dunga e Thamires                |       |
| 2016            |                                 |       |
| 2017            | ? e Larissa                     |       |
| 2018-atualidade | Rodrigo Brito e Vivian Colombo  |       |

### Rainhas de bateria
| Período   | Nome            | Ref. |
| 1990-1999 | Analice Santos  |      |
| 2011      | Soraia          |      |
| 2016      | ?               |      |
| 2018-2019 | Gabriela Gomes  |      |
| 2020      | Kaylane Chavier |      |
| --------- | --------------- | ---- |

## Carnavais
| 1981 | 3º. Lugar    | Pleiteante      | A poderosa magia de Murici |                      |                       |       |  |  |
| 1982 | 3º. Lugar    | grupo 2         | Parintinga, um mergulho no Brasil colonial. |                      |                       |       |  |  |
| 1983 | Campeã       | grupo 2         | Rei negro - O canto da liberdade! |                      |                       |       |  |  |
| 1984 | desc.        | grupo 1         | Cantando, sambando e sorrindo. |                      |                       |       |  |  |
| 1985 | 8º. Lugar    | grupo 1         | Carnaval de outrora. |                      |                       |       |  |  |
| 1986 | 3º. Lugar    | grupo 2         | Um sorriso negro. | Valter Dias          |                       |       |  |  |
| 1987 | 8º. Lugar    | grupo 1         | Sonho de Maria. |                      |                       |       |  |  |
| 1988 | 8º. Lugar    | grupo 1         | Em tempo de lazer, tudo é prazer! |                      |                       |       |  |  |
| 1989 | 6º. Lugar    | grupo 1         | Cataratas do Iguaçu. |                      |                       |       |  |  |
| 1990 | 6º. Lugar    | grupo 1         | O despertar de um Gigante. |                      |                       |       |  |  |
| 1991 | 8º. Lugar    | grupo 1         | Eu quero é mais! |                      |                       |       |  |  |
| 1992 | 2º. Lugar    | grupo 2         | Paraíso do absurdo. |                      |                       |       |  |  |
| 1993 | 9º. Lugar    | grupo 1         | Se essa rua fosse minha. |                      |                       |       |  |  |
| 1994 | não desfilou | grupo 2         | Claro que clareia... Clareou! |                      |                       |       |  |  |
| 1995 | 2º. Lugar    | grupo 2         | Daqui eu sou, aqui estou! |                      |                       |       |  |  |
| 1996 | 3º. Lugar    | grupo 2         | 450 anos, pra uma quina falta um galo! |                      |                       |       |  |  |
| 1997 | 2°. Lugar    | grupo 2         | A estrada do sucesso. |                      |                       |       |  |  |
| 1998 | 6°. Lugar    | grupo 1         | Quem vai querer? |                      |                       |       |  |  |
| 2000 | 2°. Lugar    | Especial        | Santos, do sonho ficou a herança. (Compositores: Zezinho Invocado, Mauro Mandira, Ed Melodia, Santana X-9, Walter Dias, Xuxú e Ado)                                                          |                      |                       |       |  |  |
| 2006 | 3º. Lugar    | Especial        | Isto é Zona Noroeste 25 anos de samba! (Composição: Ala dos compositores) | Comissão de Carnaval |                       |       |  |  |
| 2007 | 11º. Lugar   | Especial        | O Cavaleiro da Justiça, Dr. Vicente Cascione! (Composição: Ceno do Cavaco, Fernando Negrão, Gustavo Santos, Júnior, Abelha, Lelo Garoto e De Brito)                                          | Comissão de Carnaval |                       |       |  |  |
| 2008 | 10º. Lugar   | Especial        | A saga dos nordestinos (Compositores: Lelo Garoto, Fábia do Tamborim e D. Brito) | Sérgio D'Guiam       |                       |       |  |  |
| 2009 | 11°. Lugar   | Especial        | Brasil, o ouro negro vem do mar... (Compositores: Mario Gordinho, Equipe Galoucura e o Grupo A voz da Baixada)                                                                               |                      |                       | [ 4 ] |  |  |
| 2010 | 3°. Lugar    | Acesso          | Um aperto e um abraço Academia e Amazonense nessa história existe um laço (Compositores: Zezinho Invocado, Valter Dias, Mauro Mandira, Batata do Cavaco, Chitão e Poti)                      |                      |                       | [ 5 ] |  |  |
| 2011 | 3º. Lugar    | Acesso          | A influência (Compositores: Pitico, Marcos de Souza, Sapo e Bolinha) |                      | Zinho                 | [ 2 ] |  |  |
| 2012 | 3º. Lugar    | Acesso          | O sonho de menino hoje é realidade, são anos de amor e dedicação, Zona Noroeste você mora no meu coração (Compositores: Dukinha da Ladeira, Rica do Anjos, Maycon Batatinha e Luiz Henrique) |                      |                       |       |  |  |
| 2013 | 2º. Lugar    | Acesso          | Abra a sua mão que a cigana vai ler a sua sorte (Compositores: Zezinho Invocado, Xuxu do Cavaco, Mauro Mandira e Osvaldo da Areia)                                                           | Valter Dias          |                       |       |  |  |
| 2014 | 12°. Lugar   | Especial        | Com sorriso meu galo despertou, Academia canta "Neguinho da Beija Flor" (Compositores: Zezinho Invocado, Xuxu do Cavaco, Mauro Mandira e Santana da ZN)                                      | Valter Dias          |                       |       |  |  |
| 2015 | 2º. Lugar    | Acesso          | A incrível viagem do espelho pelo tempo! (Compositores: Osvaldo da Areia, Ceno do Cavaco, Leandro Paçoca, De Brito, Felipe Perez e França)                                                   | Paulinho Brilho      |                       |       |  |  |
| 2016 | 3º. Lugar    | Acesso          | Zona Noroeste - Daqui Sou, Aqui Estou (Composição: Zezinho Invocado, Mauro Mandira e Santana da ZN)                                                                                          | Dionísio             | Wantuir de Oliveira   |       |  |  |
| 2017 | 4o.          | Acesso          | Arroz e feijão, uma mistura genial, com o tempero do meu samba, virou carnaval (Composição: Ademarzinho do Cavaco, Rafa Neves, Hans Magalhães e David Eduardo)                               | Dionísio Bezerra     | Ademarzinho do Cavaco |       |  |  |
| 2018 | campeã       | grupo 1         | Com frio ou calor, sentindo o perfume de uma flor | Dionísio Bezerra     | Ademarzinho do Cavaco |       |  |  |
| 2019 | 4° lugar     | Acesso          | Mulher, Seu Nome é Luta Pela Liberdade | Dionísio Bezerra     | Ademarzinho do Cavaco |       |  |  |
| 2020 | Campeã       | grupo 1         | Hoje o galo canta é a voz da favela! | Dionísio Bezerra     | Ademarzinho do Cavaco |       |  |  |
| 2023 | Campeã       | Acesso          | Meu Galo pede respeito e diz não à intolerância e ao preconceito |                      |                       |       |  |  |
| 2024 | 8° lugar     | Especial        | Com fé em São Cristóvão e nas rodas de meu caminhão, hoje o meu galo transporta o futuro da nação                                                                                            | Dionísio Bezerra     | Ademarzinho do Cavaco |       |  |  |
| 2025 |              | Grupo de Acesso | Santos: O Mar que Pulsa na Avenida - O Legado do Peixe na Alma Santista | Luiz Rodrigues       | Lucas Donato          |       |  |  |

|
|}

## Títulos
|  |  | Grupo   | Títulos | Vitórias   |
|  |  | Acesso  | 2       | 1983, 2023 |
|  |  | Grupo 1 | 2       | 2018, 2020 |